# イカンバカール

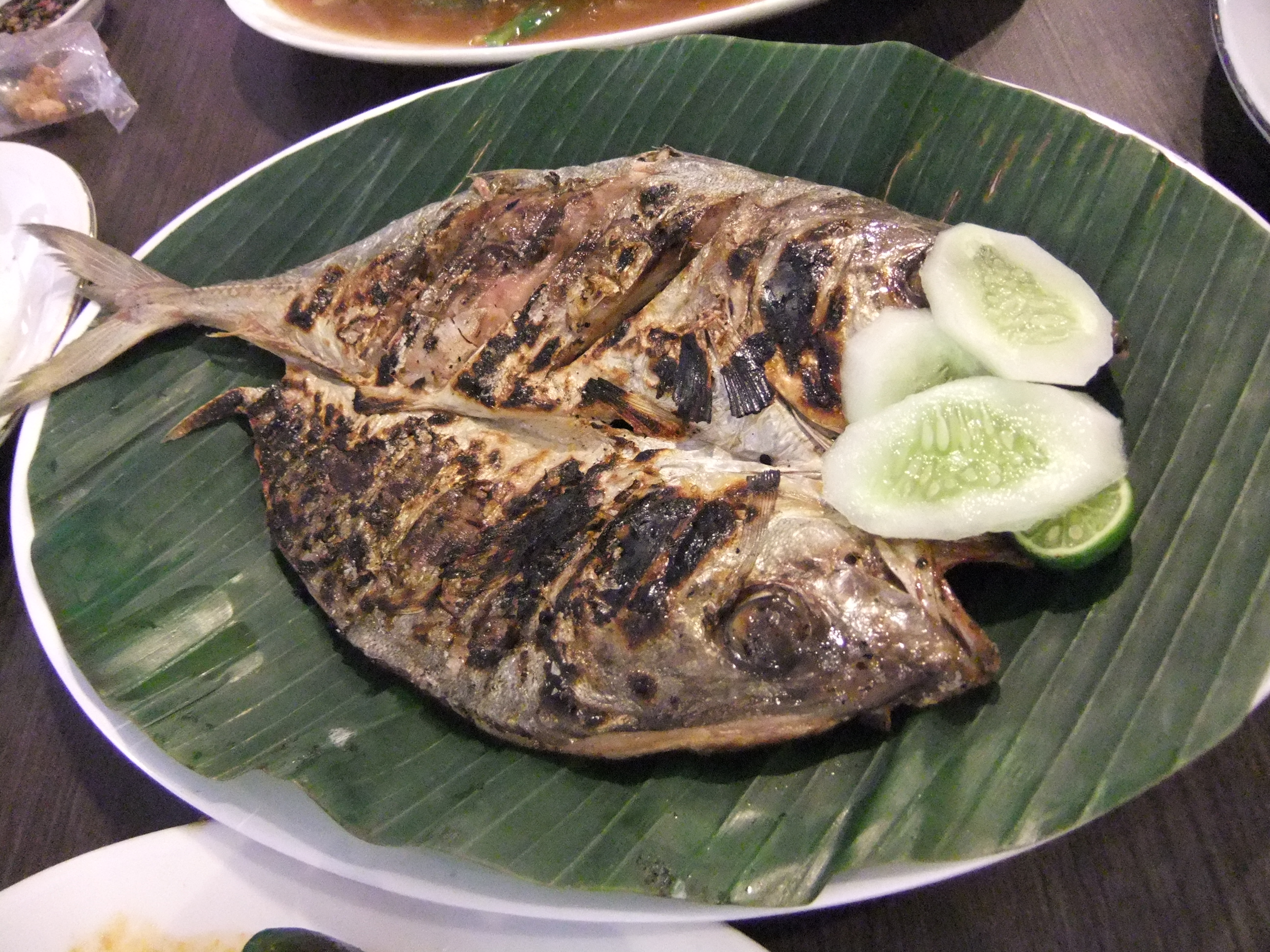
イカンバカール

イカンバカール（インドネシア語:ikan bakar）は有名なインドネシア料理の一つ。別名は、イカンパンガン（ikan panggang）。通常はビーチ近くのレストランで売られている。

## 概要
日本語では焼き魚を意味する。今ではすべてのシーフードレストランで見つけることができる。
インドネシアで様々な種類があり、通常スパイシーなサンバルで食べられる。
インドネシアの多くの場所で伝統的なイカンバカールレシピがある。伝統的な方法は炭火の上で焼く。

## 関連事項
- イカンアシン
- イカンゴレン（英語版）